# Bustin' Down The Door
Bustin' Down The Door es una película-documental de 2008. Se trata de una crónica sobre el auge del surf profesional que tuvo lugar en la década de 1970. La película sigue a un grupo de surfistas jóvenes de Australia y Sudáfrica, incluyendo Shaun Tomson, Wayne 'Rabbit' Bartholomew, Ian Cairns, Mark Richards, Michael Tomson y Peter Townend. Narra los problemas que estos se encuentran al trasladarse a Hawái, como los roces con los vecinos, algunos de los cuales consideran la actividad un insulto hacia la cultura local, que terminan desembocando en amenazas de muerte.

## Banda sonora
La banda sonora, obra de Stuart Michael Thomas, incluye música de The Stooges, David Bowie, Eels, Leonard Cohen and Them Terribles. 